# Cithaerias mimica
Cithaerias mimica är en fjärilsart som beskrevs av Rosenberg och Talbot 1914. Cithaerias mimica ingår i släktet Cithaerias och familjen praktfjärilar. Inga underarter finns listade i Catalogue of Life.